# Michael Jackson: One
Michael Jackson: One è il secondo spettacolo teatrale della compagnia circense Cirque du Soleil ispirato a Michael Jackson dopo Michael Jackson: The Immortal World Tour. La nuova produzione è iniziata in anteprima il 23 maggio 2013 e la prima ufficiale è stata il 29 giugno 2013 a Las Vegas, Nevada presso il Mandalay Bay Resort and Casino. Lo spettacolo è un residency show, tutti gli spettacoli di One si tengono quindi a Las Vegas.

## Lo spettacolo

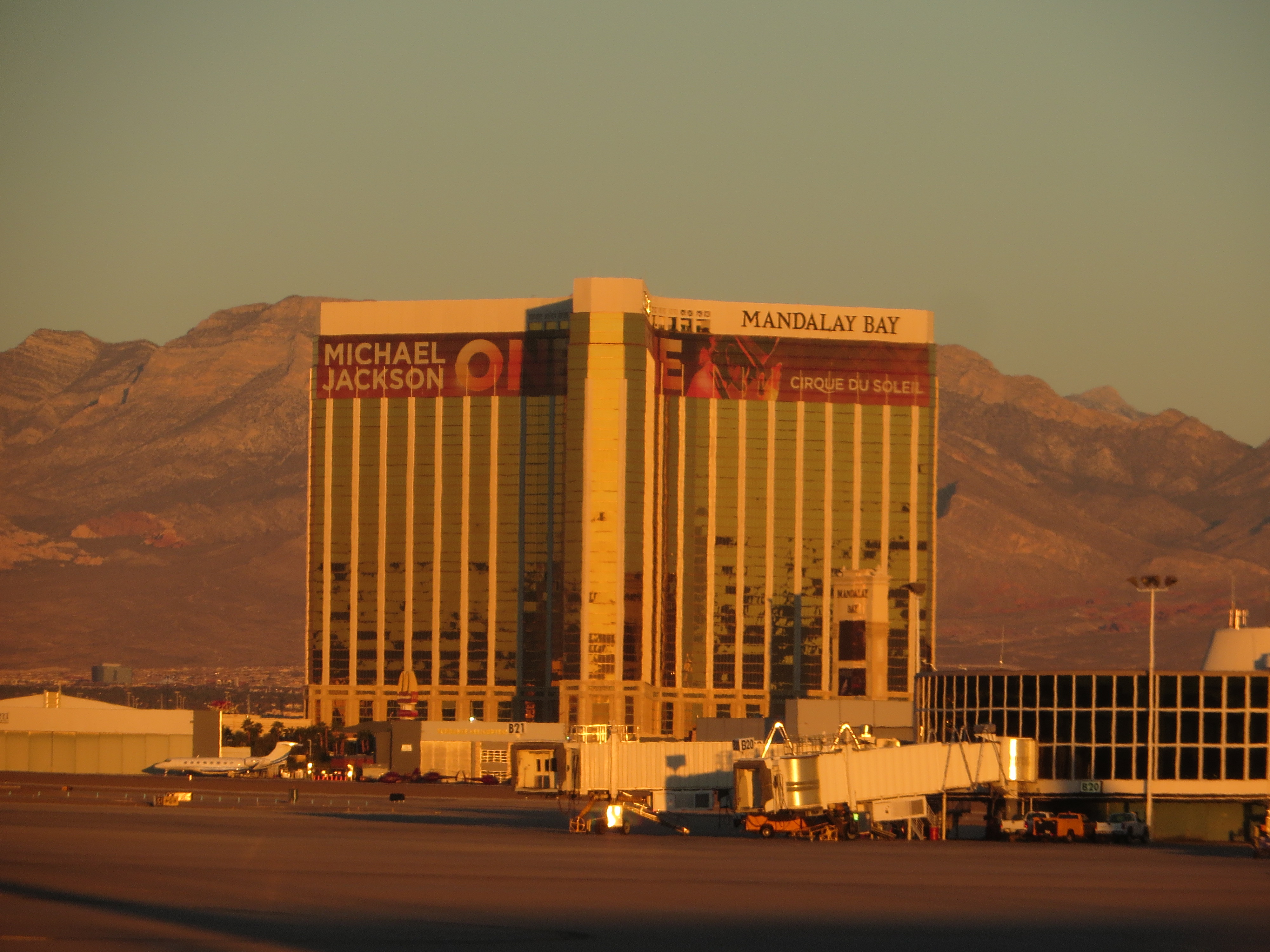
Un'immagine del Mandalay Bay Resort and Casino coi cartelli sulle facciate che promuovono lo show Michael Jackson: One.

Come The Immortal World Tour, questa produzione è stata anch'essa scritta e diretta da Jamie King. 
A differenza che The Immortal, che usava una band che suonava dal vivo, questo spettacolo utilizza solo canzoni originali di Jackson remixate per l'occasione.
Il direttore artistico, Renaud, ha spiegato che per coinvolgere totalmente lo spettatore hanno realizzato  "un mix di sovraccarico sensoriale, musica pompata che letteralmente ti scuote le ossa" e ha aggiunto: "Volevamo che le persone si sentissero parte di un concerto rock". Per ottenere questo risultato, ognuno dei 1.804 posti del teatro ha tre altoparlanti: sinistro, destro e centrale, per un totale di 5.412 altoparlanti.
ONE ha distinti momenti clou: Bad viene eseguita sullo sfondo di un vagone della metropolitana in movimento rivestito di graffiti con il video originale di Jackson riprodotto di lato e contestualizza la musica di Jackson contro un'immagine cruda e brutale delle grandi città degli Stati Uniti degli anni '80; Thriller presenta un intenso gioco di trampolini con ballerini vestiti da zombie in volo; in Dirty Diana, si esibisce una pole artist che indossa un costume impreziosito da più di 7.000 cristalli. Il momento clou finale arriva durante Man in the Mirror, quando appare un "ologramma" con le fattezze di Jackson, in realtà realizzato utilizzando le movenze di un imitatore al quale in post produzione hanno applicato un viso realizzato in CGI, che si esibisce sul palco assieme ai ballerini tramite il trucco illusionistico chiamato "fantasma di Pepper".

### Trama

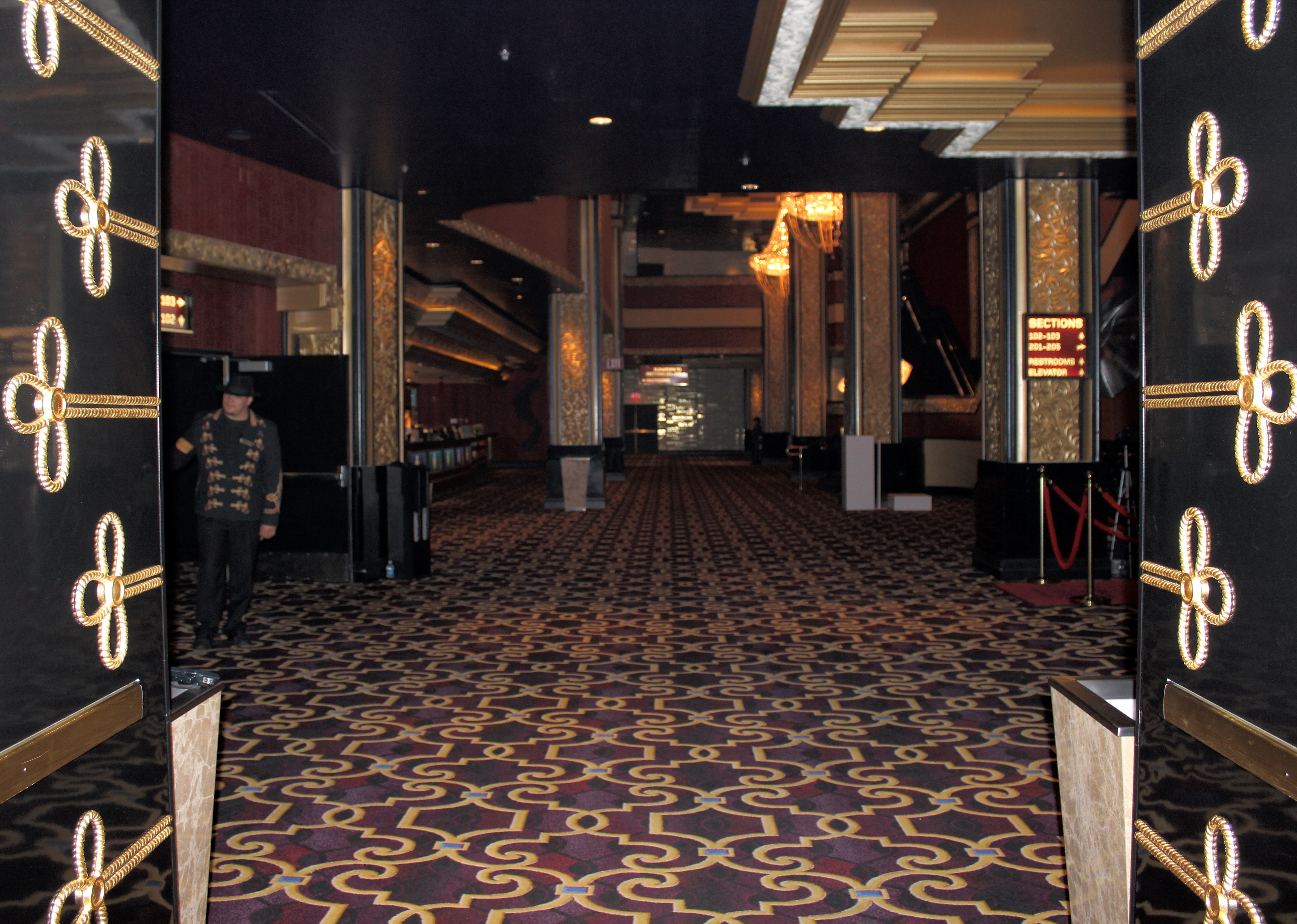
La hall del Michael Jackson: One

La trama dello spettacolo è incentrata intorno a quattro emarginati che partono in un viaggio nel mondo e nella musica di Michael Jackson. Ognuno dei quattro personaggi principali riceve un oggetto da Jackson, un po' come succedeva alla fine de Il mago di Oz coi protagonisti che ricevevano dei doni dal Mago. Grazie a questi oggetti i personaggi, alla fine del viaggio, personificheranno l'agilità, il coraggio, l'allegria e l'amore di Jackson. Questi valori sono rappresentati con i "marchi di fabbrica" di Jackson: il suo guanto bianco ricoperto di strass, i calzini bianchi e mocassini neri, il cappello fedora e gli occhiali da sole "Aviator" con lenti "Mirror".

## Accoglienza
La rivista Rolling Stone ha dichiarato che «in superficie, ONE è un omaggio al Re del Pop. Andate più in profondità, tuttavia, e il nuovissimo spettacolo del Cirque è un elaborato mash-up di danza e acrobazie» aggiungendo che «il messaggio di Jackson è più importante ora che mai».
Broadway World descrive lo show come «acrobazie folli, ambientazione astratta, azione senza parole (beh, meno la voce e i testi di Jackson) e un'esecuzione precisa. Oltre alle acrobazie, lo spettacolo contiene varie forme di danza (ovviamente, è Michael Jackson) dall'hip-hop alla pole dance. Lo spettacolo fa particolarmente attenzione ad impiegare gli ideali che erano cari a Jackson: la cura per gli altri, la cura per la terra, e rendere le persone felici. Tra i numeri, hanno ritagliato clip di lui che parla o legge poesie, aggiungendo un tocco cupo e nostalgico. Le esibizioni servono a migliorare quei sentimenti, non a cancellarli, e ognuna è perfettamente sincronizzata su come il pubblico doveva sentirsi».
Il Los Angeles Times lo ha definito «uno spettacolo che ha un cuore» e ancora «uno show che cattura quella fusione selvaggiamente singolare di innocenza infantile e celebrità pulp. È uno spettacolo che fa sentire la mancanza dell'uomo e della sua arte» descrivendolo come «un'esperienza sonora straordinaria».

## Scaletta
- Privacy (musica pre-show)
- "The Vortex": In the Closet / Why You Wanna Trip On Me / Scream / Ghosts / Somebody's Watching Me
- Beat It
- Leave Me Alone / Tabloid Junkie / 2 Bad
- Stranger in Moscow / Will You Be There
- Bad
- Smooth Criminal
- I'll Be There
- Human Nature / Never Can Say Goodbye
- 2000 Watts / Jam
- They Don't Care About Us
- Planet Earth / Earth Song
- Smile
- Wanna Be Startin' Somethin'
- The Way You Make Me Feel / You Rock My World
- Dangerous / Dirty Diana
- This Place Hotel / Workin' Day and Night
- Billie Jean
- Scream
- Thriller
- Speechless
- I Just Can't Stop Loving You
- Man in the Mirror
- Can You Feel It
- Black or White
- Don't Stop 'til You Get Enough
- Remember the Time / Love Never Felt So Good (musica post-show)

## Il teatro

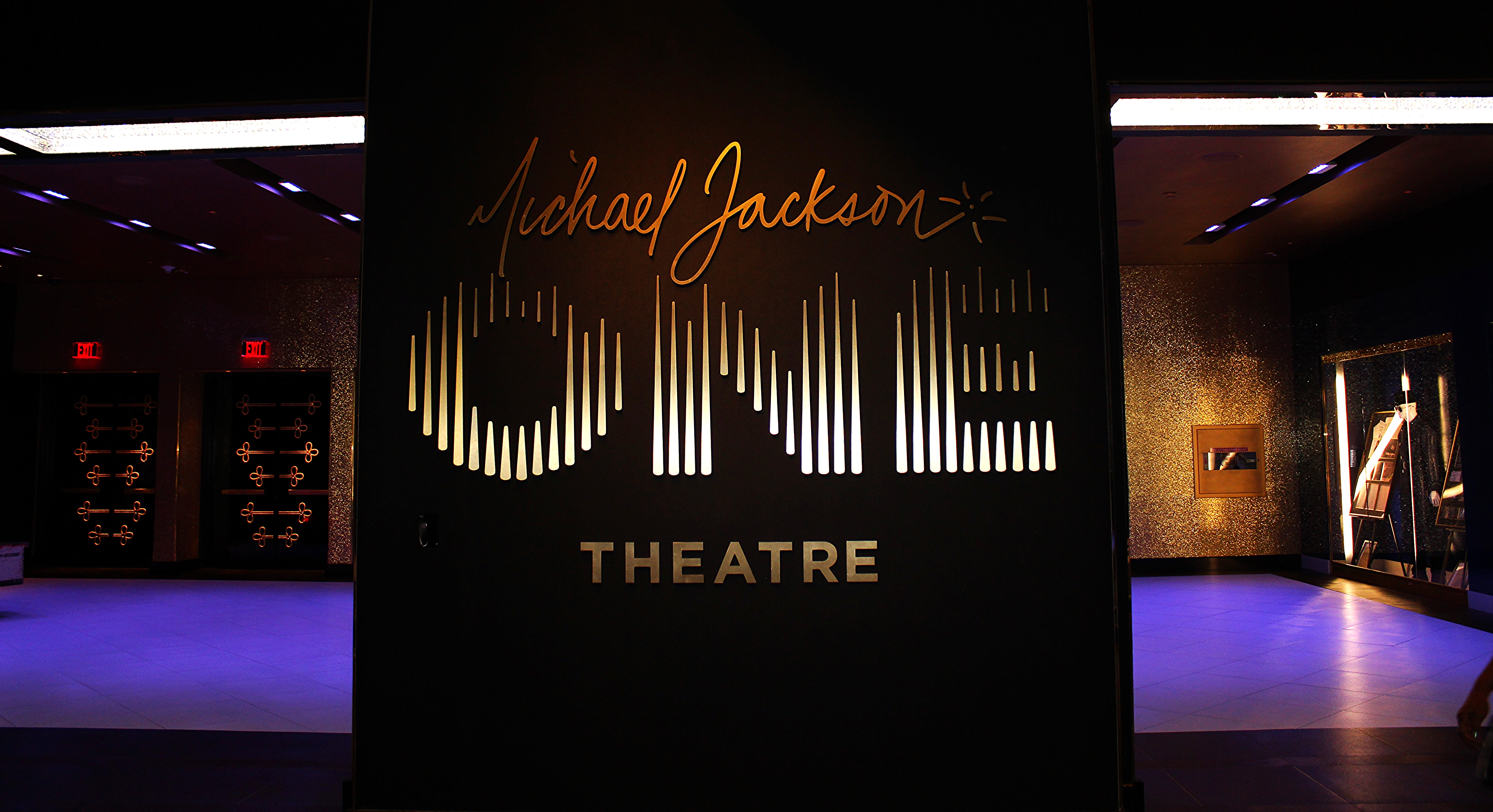
L'entrata del Michael Jackson Theatre.

Trattandosi di un residency show, a differenza di The Immortal, tutti gli spettacoli di One si tengono nello stesso paese nel medesimo teatro che è stato esclusivamente ristrutturato per soddisfare le esigenze per lo spettacolo e rinominato per l'occasione The Michael Jackson Theatre.

## Chiusura straordinaria
Come molti altri show del Cirque du Soleil, il 20 marzo 2020 il Michael Jackson: One è stato temporaneamente chiuso a causa della Pandemia da Covid-19. Il 29 giugno 2020 il Cirque du Soleil Entertainment Group annuncia la bancarotta a causa della chiusura contemporanea di 44 spettacoli in tutto il mondo. La società è emersa dalla tutela giudiziaria con nuovi proprietari e ha annunciato un possibile ritorno degli spettacoli negli Stati Uniti per l'estate 2021. Infine il Michael Jackson: One ha riaperto al Mandalay Bay il 19 agosto e il ritorno dello spettacolo ha coinciso con quello che sarebbe stato il 63º compleanno di Michael Jackson il 29 agosto 2021, quando si sono svolti eventi speciali per i fan presso l'hotel e il teatro.